# Poimenski seznam evroposlancev z Malte
Poimenski seznam evroposlancev z Malte.

## Seznam
| Ime                  | Stranka                                       | Mandat(i) |
| John Attard Montalto | Stranka evropskih socialistov                 | 2004-2009 |
| Simon Busuttil       | Evropska ljudska stranka - Evropski demokrati | 2004-2009 |
| David Casa           | Evropska ljudska stranka - Evropski demokrati | 2004-2009 |
| Louis Grech          | Stranka evropskih socialistov                 | 2004-2009 |
| Joseph Muscat        | Stranka evropskih socialistov                 | 2004-2009 |